# 両国国技館
両国国技館（りょうごくこくぎかん）は、東京都墨田区横網一丁目にある大相撲の興行のための施設。公益財団法人日本相撲協会が所有している。
プロレス、ボクシングなどの格闘技の興行会場、その他のスポーツ競技の会場、ポピュラー音楽のライブでも使用される。クラシック音楽のコンサートが開かれた事例もある。
なお「両国国技館」という呼称は日本相撲協会が一般向けに用いる通称であり、同協会による正式な呼称は国技館である。番付では、旧字体で國技館󠄁と表記している。

## 旧国技館
1833年（天保4年）から回向院で相撲興行が催されていたことから、1909年（明治42年）に旧国技館は、同境内に建設された。明治20年代（1887年-1896年）初めごろから安定した興行が開催できる相撲常設館の建設が必要であるという意見が出て、明治30年代（1897年-1906年）となって常設館建設に動くことになった。その後、日本初のドーム型鉄骨板張の洋風建築の建物となった。屋根は法隆寺金堂を真似た。約13,000人収容できた。開館当初は仮称で、翌年から国技館という呼び方が定着した。また、鉄柱308本と鉄材538tで建造された大屋根が巨大な傘に見えたため、大鉄傘という愛称で呼ばれていた。
その後、日本大学が日本相撲協会から旧国技館（墨田区両国）を買収。1958年（昭和33年）から1982年（昭和57年）までの間は、日本大学講堂だった（下記詳述）。回向院の近辺には旧国技館跡の説明板が建てられている。

## 沿革

### 初代国技館
先代は現在の国技館とは異なり、京葉道路沿いの本所回向院の境内にあった。

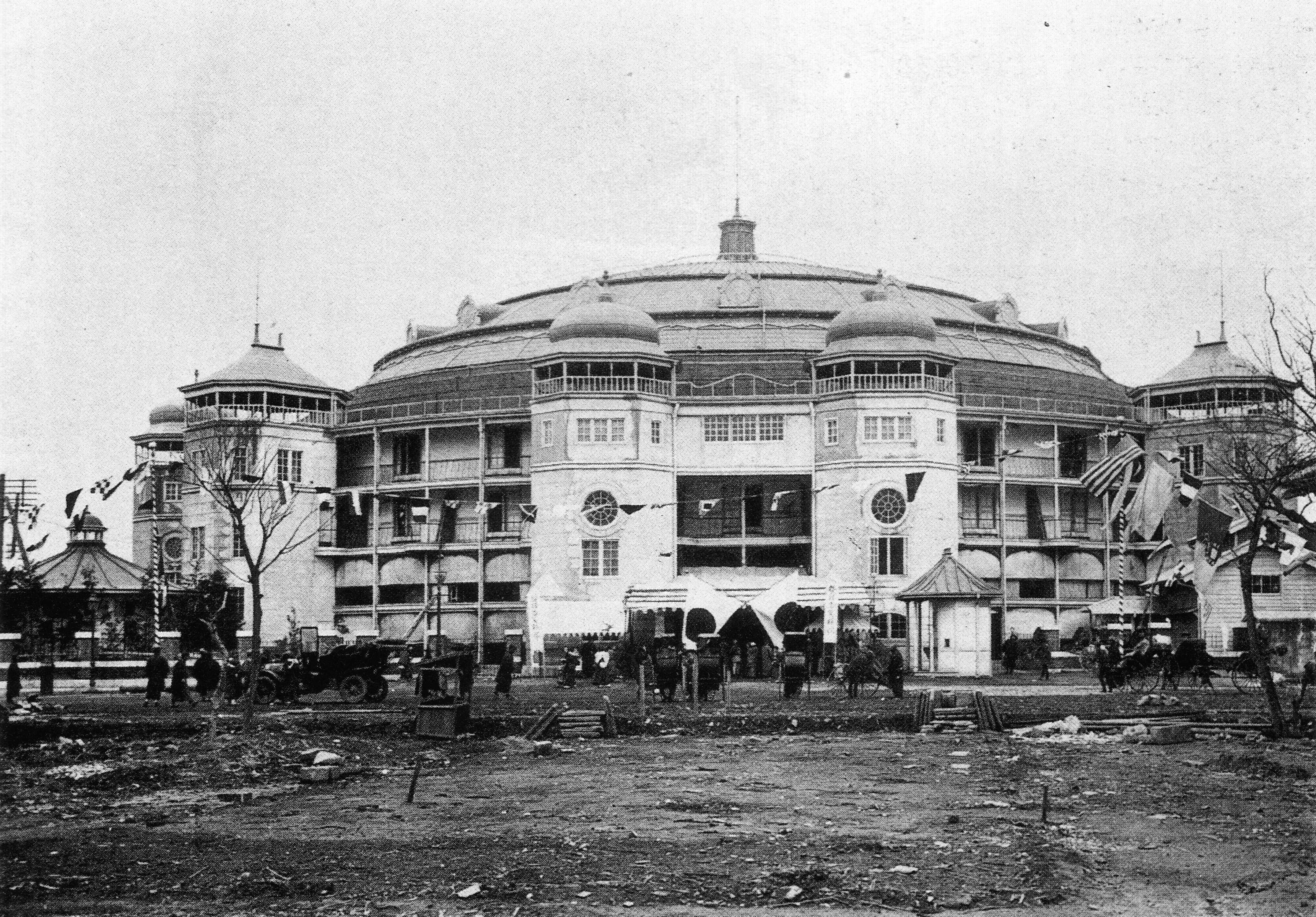
初代国技館（1909年）

1906年（明治39年）6月着工、3年後の1909年（明治42年）5月に竣工し、6月2日に開館式が行われ、6月場所より使用された（それまでは小屋掛け［臨時に設備を設けて行なうこと］による「回向院場所」が行なわれていた)。しかし6月場所の番付上は「常設館」とだけあって、まだ国技館の名は無かった。6月場所は本来は5月18日より興行との番付が発表されており、工事の遅延によって場所が延期となって6月開催となったという経緯がある。
設計は日本銀行本店や東京駅、浜寺公園駅の設計者として知られる辰野金吾とその教え子葛西萬司で、「大鉄傘」の愛称は当時のデザインに由来する。工事費用は27万円。枡席約1,000席を含む13,000人が収容可能で、3,000人程度しか収容できなかった小屋掛け時代の3倍以上の収容能力となった。実際の収容人数は20,000人以上ともされていた。建物の内径は62m、中央の高さは25mあった。天候に関係なく興行を打てるようになったことで、優勝制度が自然発生的に生まれたとする見方もある。
当時の枡席は、土俵を中心に同心円状に配されていた。1910年（明治43年）、都下が大水害（明治43年の大水害）に見舞われた際に、避難所として機能した際の写真が残されている。

#### 命名
こうして竣工した常設館の名称は、当初は設立委員会の委員長を務める伯爵板垣退助が提案した「尚武舘」（しょうぶかん）が有力な候補となっていた。ところが大の相撲好きだった作家の江見水蔭が開館式の式次第のために起草した披露文の中に「角力は日本の國技なり」という一文を見た委員の一人・年寄の三代尾車（元大関大戸平）はこれに甚く感じるところがあり、土壇場になって名称に「國技舘」を提案した。この名称については5月29日の委員会で話し合われたがまとまらず、結局開館式の直前になって板垣の最終決定という形でこれを了承。これを受けて6月1日付の『朝日新聞』に「國技舘を觀る」という記事が掲載された。午前5時の祝砲に始まった翌2日の開館式は空前の盛会となり、土俵の中央に立った板垣が「國技舘」と命名されたことを高らかに宣言すると会場は拍手万雷に包まれた。翌3日付の『朝日』が「國技と名づけられたる角力道がいや榮に榮えゆくべき瑞相とは知られたり」と書いたように、相撲はここに神事から国技へと変貌を遂げたのである。なお命名が最後までずれ込んだため当初の番付表などにはまだ「両國元町常設館」とあったが、翌年1月場所の番付表に初めて「本所元町國技舘」の名称が記された。

#### 二度の再建
1917年（大正6年）11月29日午前1時30分、1階売店 福井軒にあった火消壷からの出火による火災が発生、放駒などの消火により午前2時40分に鎮火するも回向院花売場、本堂も含め全焼した。損害額約120万円、（回向院 約12万円）火災保険は約13万円だった。
使用不能の間は靖国神社境内に仮小屋を建てて興行を行なった。
新国技館は葛西博士により屋根は亜鉛製にて設計され、1918年（大正7年）7月に地鎮祭・起工式、1919年（大正8年）4月3日に鉄柱崩壊事故があるも、1920年（大正9年）1月15日に完成・開館式を挙行した。1920年（大正9年）9月1日に再建興行したが、1923年（大正12年）9月1日の関東大震災で屋根・柱など外観を残して再度焼失。再建の結果、翌年の夏場所から興行を再開した。
再建中、1924年（大正13年）1月11日からは愛知県名古屋市中区の埋立地で本場所が行われた。
- 再建後の国技館
- 関東大震災で被災した国技館
- 震災復興後の昭和初期

#### 第二次世界大戦中
第二次世界大戦（太平洋戦争・大東亜戦争）中の1944年（昭和19年）、1月の初場所を最後として2月に大日本帝国陸軍に接収され、風船爆弾の工場として使用された。このため5月（夏）場所は後楽園球場（番付には小石川後楽園球場と表記）で開催されることになり、球場の中央に協会員の手で土俵作りが行われた。野外での晴天興行は関西本場所を含めた年4場所時代の1932年（昭和7年）10月場所以来のことであった。この場所7日目には日曜日で晴天とあって、大観衆8万人以上という空前絶後の記録でスタンドまでギッシリ埋まった（幕下以下は事前に国技館で開催した）。
なお同年11月にも同球場で秋場所が開催された（十両以上。幕下以下は別日程で神宮外苑相撲場（現神宮第二球場）にて開催）。翌年1月が厳寒期に当たり、野外の興行が困難なため2か月繰り上げて11月5日より晴天10日間開催された。ちなみに東京で11月に本場所が行われるのは1872年（明治5年）以来72年ぶりであった。
1945年（昭和20年）3月10日、アメリカ軍による東京大空襲の被害を受けて三度目の焼失。そのため5月23日からの本場所は神宮外苑で晴天7日間の開催予定だったが、皇族・閑院宮載仁親王（5月20日死去）で旧皇室服喪令による喪中や、空襲で延期され、6月に国技館で傷痍軍人将兵の招待以外は非公開で行われた。日本相撲協会の興行史上唯一の本場所非公開開催である。大鉄傘が空襲で破損したため、晴天7日間の興行であった（幕下以下は5月に春日野部屋で開催）。

#### 両国メモリアルホール

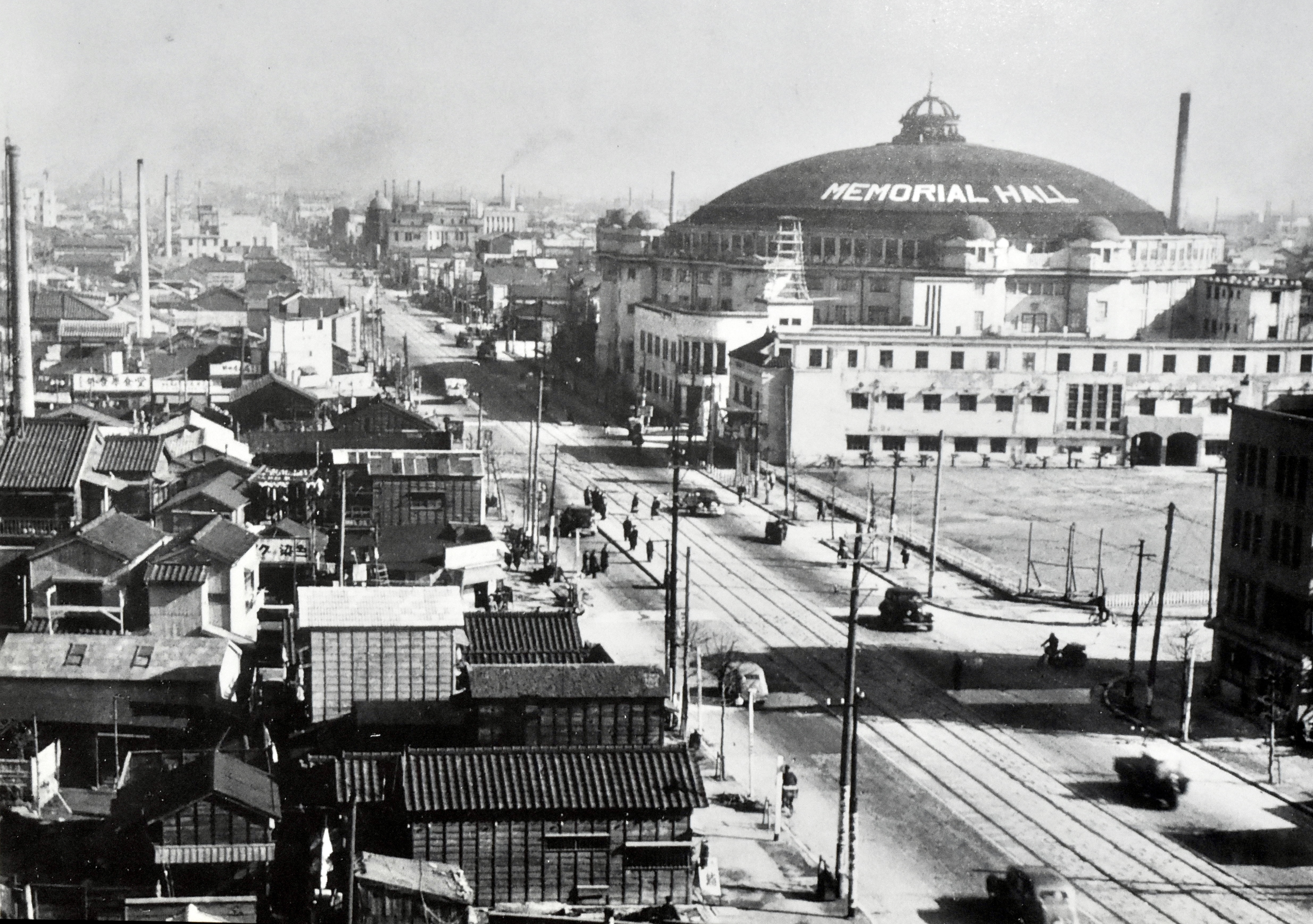
両国メモリアルホール（1948年）

日本の降伏による第二次世界大戦敗戦後の1945年（昭和20年）10月26日には連合国軍最高司令官総司令部（GHQ/SCAP）により接収され、メモリアルホールとして改称・改装された。改装は1946年（昭和21年）9月24日完了。改装前の1945年（昭和20年）11月16日から天井が抜けて焼け爛れたままの国技館で戦後初の本（秋）場所が行なわれた。晴天10日間と露天並みの興行だった。
占領軍から本場所開催許可の一つの条件として「土俵を広げよ」という要請で、1場所限り土俵の直径を15尺（4.55m）から16尺（4.8m）に広げさせられた（ただし1場所で15尺に戻る）。改装後の1946年（昭和21年）11月にはこけら落としとして大相撲秋場所が開催されたが、その後は接収解除まで大相撲でのメモリアルホールの使用は許可されることはなく、1946年（昭和21年）11月場所と、11月場所終了後の第35代横綱双葉山引退披露が旧国技館での最後の興行となった。
以降はプロボクシングやプロレスリングなどの会場として使用された。ちなみに日本初の公開プロレスは1951年（昭和26年）9月30日にメモリアルホールで開催されており、大相撲を廃業したばかりの力道山がリングサイドで観戦、約1ヵ月後の10月28日にエキシビションながら同じメモリアルホールのリングに上がり、前世界チャンピオンのボビー・ブランズと対戦し、これがプロレスデビューとなった。また、全日本柔道選手権大会の会場にも使用された。

#### 国際スタジアム
1952年（昭和27年）4月1日の接収解除後、協会が再び国技館としての使用を検討したものの、すでに蔵前国技館の建築が始まっており、また自動車用の駐車場などを設置する場所的な余裕が無いことから使用を断念、国際スタジアムに売却した。国際スタジアムでは、ローラースケートリンクとして、またプロボクシングやプロレスリングなどの会場としても利用された。

#### 日本大学講堂
国際スタジアムは旧国技館を1958年6月に日本大学に譲渡し、「日本大学講堂」（通称：日大講堂）となる。
日大講堂は、日大の行事よりも、プロボクシングやプロレスリング、コンサートなど多くの興行イベントに使用されていた。プロレスでは主に全日本プロレスが東京でのビッグマッチに使用しており、1974年12月には日本人で初めてNWA世界ヘビー級王座を獲得したジャイアント馬場のジャック・ブリスコとの初防衛戦が日大講堂で行われた。ボクシングでは、大場政夫が出場したWBA世界フライ級タイトルマッチ、他にも輪島功一と小熊正二の世界戦が行われた。
1968年（昭和43年）から1969年（昭和44年）にかけて全国で起こった全共闘運動のなかで、日大における闘争の舞台（対大学当局全学大衆交渉）としても使用された。
1976年（昭和51年）、日大講堂での全日本プロレスの興行において、大相撲からプロレスラーに転向した天龍源一郎の断髪式が盛大に行われた。
1975年（昭和50年）千日前デパート火災を教訓におこなわれた消防法改正により、スプリンクラーの設備がないままでは施設として使用できないこととなった。日大側は設備の設置を検討したが、老朽化により屋根がもたないと判断。消防法が施行された1977年4月以降は、ほぼ使用されない状態となった。このため墨田区は両国の発展に支障をきたすとして、1978年に大学へ善処するよう注文を付けている。
1982年 （昭和57年）4月の消防法改正により大規模施設にスプリンクラーの設置が義務付けられたことから、老朽化が激しくなっていた日大講堂は使用不能となり、翌1983年（昭和58年）に解体された。以降、日大の入学式・卒業式は日本武道館で挙行されるようになった。
日大講堂（旧国技館）は、幾度かの再建や改修を経つつも、1983年（昭和58年）に解体されるまで、国技館当時の「大鉄傘」の姿を堅持していた。

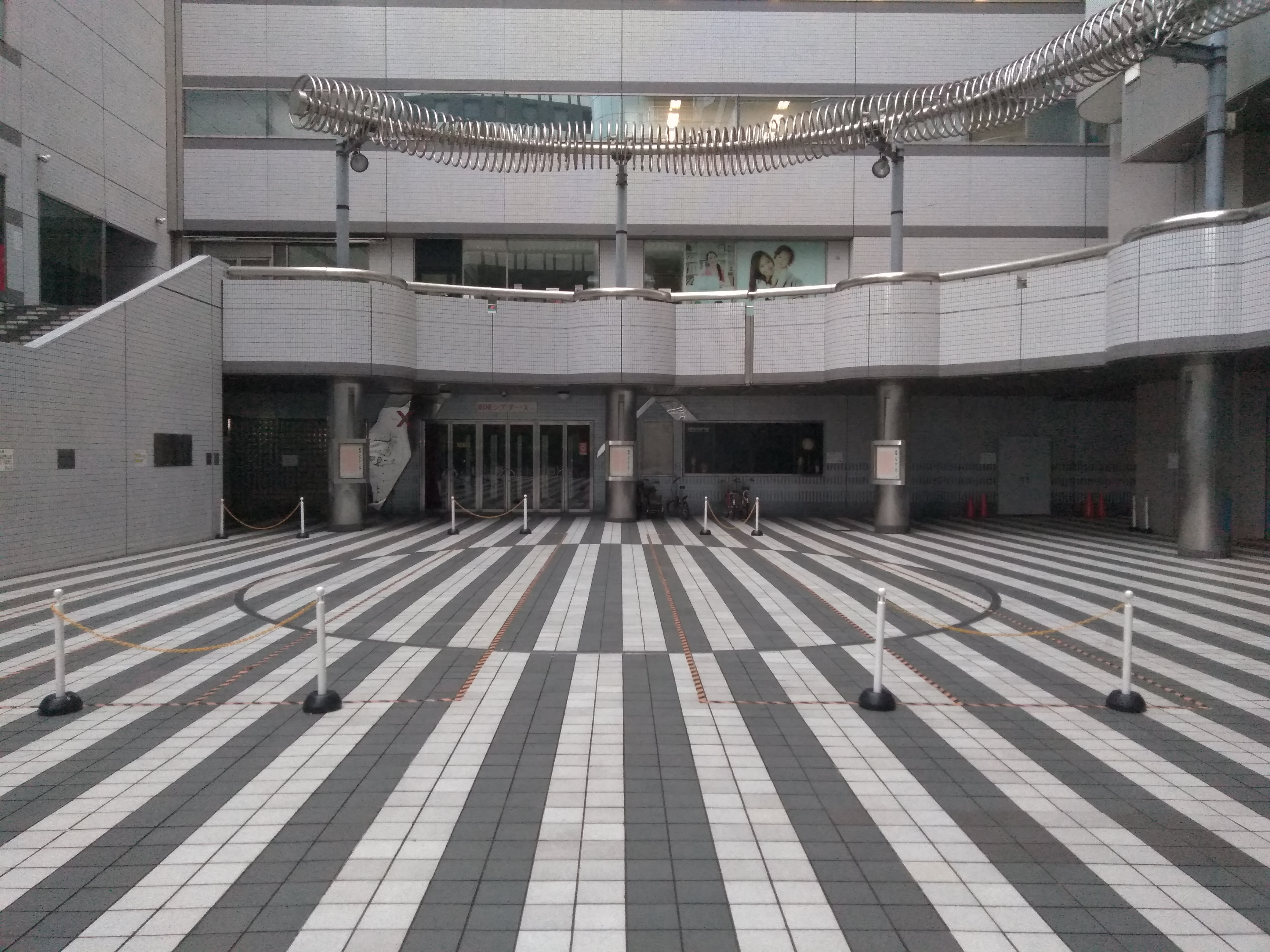
両国シティコアの中庭にある旧国技館の土俵の位置を示すタイル(後方にシアターカイ)

解体後の跡地には複合ビル施設の「両国シティコア」が建設された。キーテナントは劇場シアターΧ（シアターカイ。Χはラテン文字の「エックス」ではなくギリシア文字の「カイ」）であり、その他オフィス・住宅・レストランなどからなる。その中庭には、旧国技館の土俵の位置がタイルの色で示されている。

### 2代目新国技館

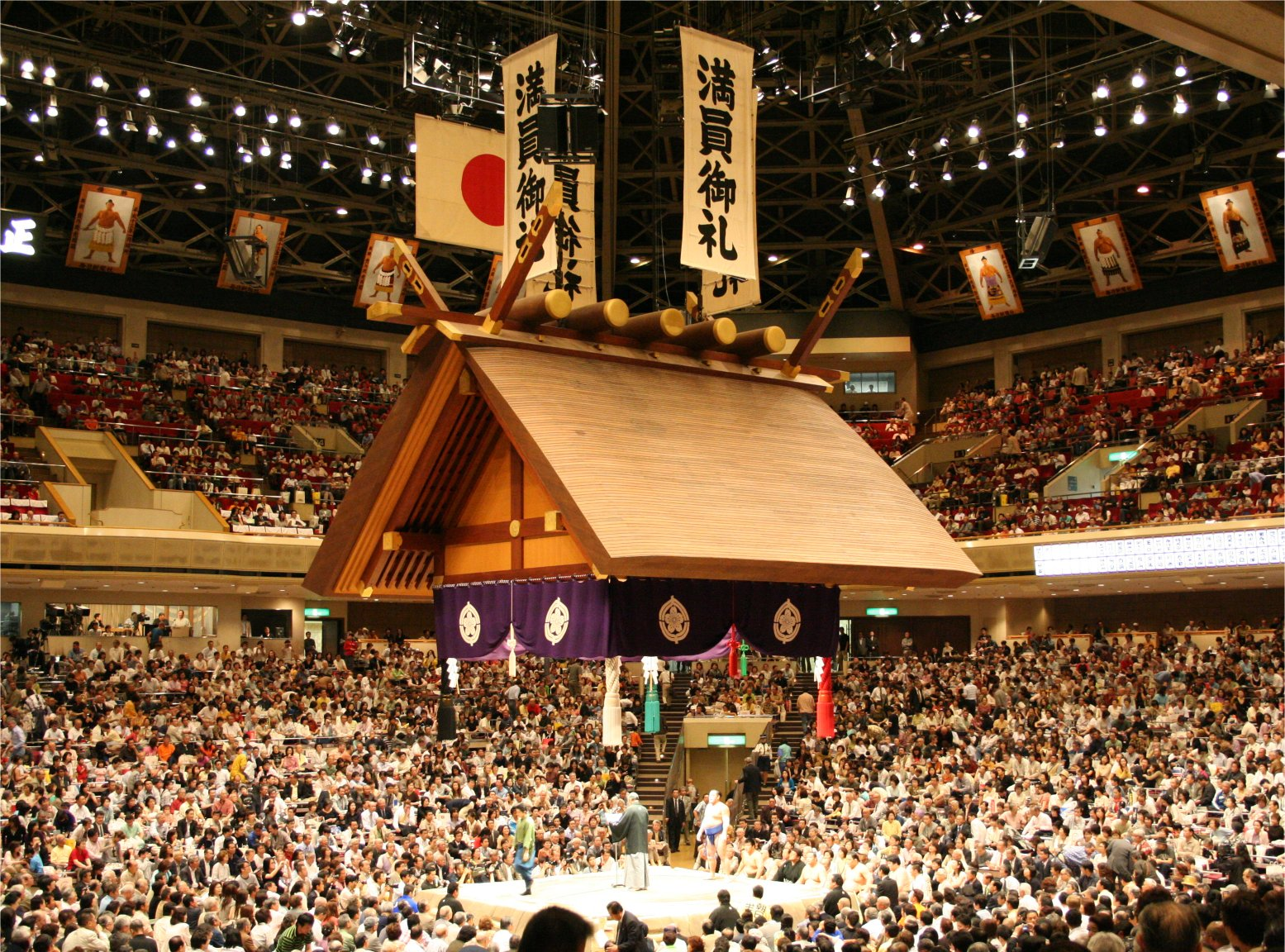
2代目国技館の吊り屋根と土俵

1985年（昭和60年）1月場所より使用されている現在の国技館は2代目であり、国鉄バス東京自動車営業所（旧両国貨物駅跡地）に建設された。新国技館は、地上2階・地下1階で、総工費150億円は全て自己資金で賄った。建設計画発表から3年の歳月で1984年（昭和59年）11月30日に完成、12月3日には新国技館敷地内に移転した相撲教習所の開所式、土俵祭が行われた。翌年1月9日、中曾根康弘首相をはじめ約3200人を招いて盛大に落成式が催され、千代の富士と北の湖の両横綱による三段構えが披露された。この1月場所で千代の富士は「全勝優勝」、怪我を押して強行出場した北の湖は1勝も出来ずに「引退」と、明暗分かれる世代交代の場所となった。
蔵前国技館は厚木の海軍倉庫の鉄骨を払い下げてもらい建設されたものであり、昭和50年代に入ると傷み具合は相当激しくなってきた。春日野理事長は1974年（昭和49年）の就任直後から理事会で新国技館建設の構想を打ち明けていて、のちに記者会見で「私が入門したのは昭和十四年の初場所なんです。ご承知のとおり、その場所はあの双葉山関が安芸ノ海関に敗れ、七十連勝をストップされた歴史的な場所です。私はその日、たまたま翌日の取組表をもらいに行って、"双葉散る"の場面を目撃しているんですよ。まあ、座ブトン、灰皿までが飛ぶ大変な騒ぎでした。それで、またいつか両国で相撲を、という思いは人一倍強かったんですね」「新しい両国国技館を建てたい、という夢を描いたのは、横綱の現役時代なんですよ。毎日、両国の春日野部屋を車で出て、蔵前国技館へ車で向かう途中、旧国技館（当時の日大講堂）の前を通るんです。だんだん古くなって、さびれていく様を見るにつけ、ようし、私が…という思いがつのっていったんです」 と述べ、"両国帰還" の姿勢を鮮明にする。
春日野理事長は最初に日大講堂の買い戻しを検討するも、敷地が蔵前国技館よりも狭いことからこの案は立ち消えになり、両国駅北側に狙いを定める。ちょうど国鉄が赤字解消を目指して遊休地の処分に積極的になっていた時代背景もある。1980年（昭和55年）2月、春日野理事長、高木文雄国鉄総裁、鈴木俊一都知事、内山榮一台東区長、山崎榮次郎墨田区長の五者会談が都庁で開催され、その結果、新国技館の建設と蔵前国技館跡地の処分について決着を見た。同年7月12日の理事会で新国技館の建設を正式に決定、1982年（昭和57年）2月に国鉄と協会との間で土地の売買契約が成立し、1983年（昭和58年）4月27日に着工した。なお、両国移転計画が頓挫した場合の代替案として、江東区長の小松崎軍次が辰巳二丁目の埋立地（都有地）への移転案を出していた。
大相撲の本場所、引退相撲、NHK福祉大相撲などで協会自らが使用するほか、設計段階より多目的に使える構造として構想されていて、新日本プロレスのG1 CLIMAX決勝戦（2014年、2018年、2019年を除く）に使用され、1991年（平成3年）から毎年11月に高専ロボコンの全国大会、1992年（平成4年）からは毎年全日本ロボット相撲大会が開催されるほか、毎年2月には国技館5000人の第九コンサートが行なわれている。
煌（きら）めく青春 南関東総体2014では相撲競技の会場となった。

## イベント会場としての利用

### プロレスの試合

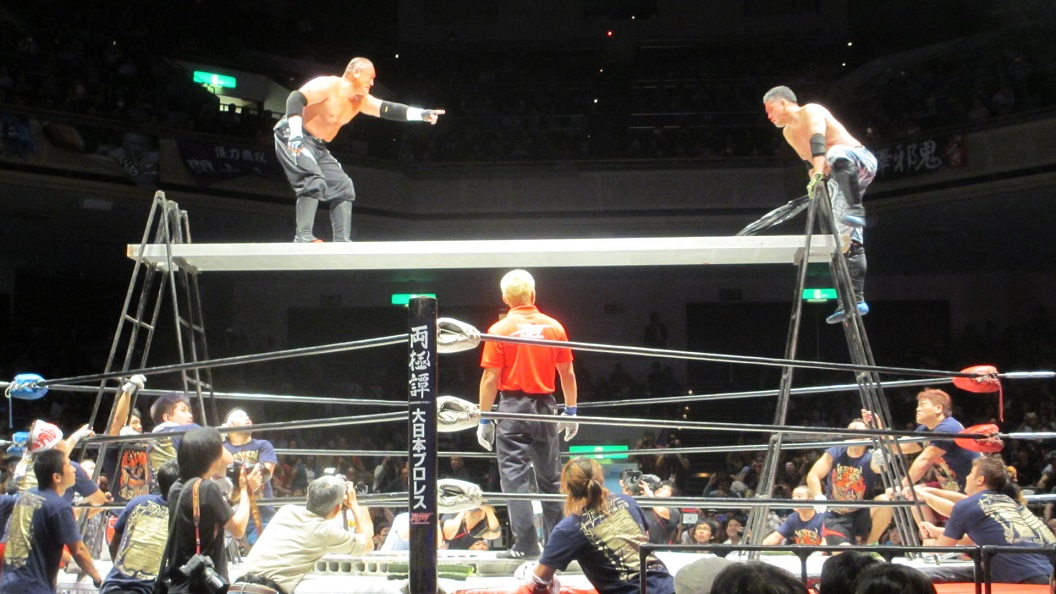
大日本プロレスの興行
2016年7月24日
BJW認定デスマッチヘビー級選手権試合
スキャフォールド&G-Shockデスマッチ
伊東竜二 vs 星野勘九郎

プロレス興行でのこけら落としは1985年3月9日の全日本プロレス（当日のメインイベントはジャンボ鶴田&天龍源一郎 対 ロード・ウォリアーズのインターナショナル・タッグ選手権試合）であった。しかしこの時期、全日本プロレスに輪島大士ら力士出身者の入団が相次いだことなどから、全日本と日本相撲協会の関係が悪化し、これを機に全日本の都内の大会場での興行は日本武道館を使用するようになり、両国国技館は新日本プロレスの会場として定着していく。
新日本の初使用は1985年4月18日（当日のメインイベントはアントニオ猪木 対 ブルーザー・ブロディ戦）である。だが、前年の蔵前国技館で行われた第2回IWGPリーグ戦優勝戦で試合内容を巡ってファンによる暴動（放火未遂や旧国技館の椅子、大時計が破壊された）が発生しており、日本相撲協会に気を使った新日本がトップレスラーのブロディに「入場コスチュームのチェーンの持ち込み禁止」を通達、激怒したブロディが猪木を試合前に襲撃するという一幕があった（ブロディは結局チェーンを持ってリング入りしている。またブロディは3月の全日本両国大会にもチェーン持参で参戦している）。
しかし、1987年12月27日の「イヤーエンド・イン国技館」でたけしプロレス軍団の登場から起因した突如のカードの変更やメインの試合内容を巡ってファンの不満が爆発し、激怒したファンが「プロレス興行における史上最悪級」と評される暴動を起こした。被害は座布団や升席のパイプ、57席の椅子の破損など設備を多数破壊するなどしたため、日本相撲協会から300万円近い損害請求が新日本に出されたうえ、無期限使用禁止を通達された（1989年2月に解除）。なお、1991年の第1回G1 CLIMAX決勝戦において蝶野正洋が優勝した際、リング上に大量の座布団が投げられたため以後、座布団の使用が禁止されている。現在は年2回（4月と10月）のビッグマッチと8月のG1 CLIMAXの優勝決定戦に使用されている。
一方の全日本は武藤敬司体制となってから武道館が使用できなくなったのもあり、「プロレスLOVE in 両国」と題したPPV興行としてビッグマッチを再び両国で開いている。
全日本から分かれる形で旗揚げされたプロレスリング・ノアは長らくビッグマッチを武道館で開いていたため両国を使用することがなかったが、2011年限りで武道館から撤退したため、2012年7月22日に初の両国大会を開催した。この大会では力士出身である力皇猛の引退セレモニーも執り行われた。
1986年4月5日に、全日本女子プロレス（当日のメインイベントはデビル雅美 対 ライオネス飛鳥のWWWA世界シングル選手権試合）が女子格闘技として初進出。女子プロレスでは全女の他、JWP、LLPW（現：LLPW-X）がビッグマッチを開いていた。2007年2月のLLPWを最後に女子プロレス興行は行われなくなったが、2012年4月29日にスターダムが初進出。2014年10月11日にはLLPW-Xが7年ぶりに開催された。2021年12月29日にスターダムが8年ぶりに開催され、翌2022年も同日に開催した。また、2022年3月19日には東京女子プロレスが初進出した。
2009年にはインディー団体のDDTプロレスリングも進出して「両国ピーターパン」と題したビッグイベントを夏に開催している（2012年は武道館を使用したが、2013年は再び両国に戻し2日間に渡り開催）。2015年には同じくインディー団体の大日本プロレスも進出（デスマッチを売りにしている団体であるが、蛍光灯・ガラス・画鋲など、破片等が飛散する凶器の使用は禁止）。2023年8月にはGLEAT（2021年7月旗揚げ）が「GLEAT ver.MEGA」を開催。
2010年には世界最大のプロレス団体WWEの日本大会「WWE RAW Presents SUMMER SLAM TOUR 2010」が開催され、これ以降は2011年（同年3月11日発生の東北地方太平洋沖地震による東日本大震災及び福島第一原発事故の影響で12月に横浜アリーナで開催）を除いて毎年夏季（概ね7月から8月ごろ）に両国国技館大会を開催している。
2012年は「WWE Presents SMACK DOWN WORLD TOUR 2012」、2013年、2014年には「WWE Live」、2015年は「The Beast in the East」。2016年以降は「WWE Live Japan」として開催されていた。2020年7月にも予定されていたが、新型コロナウイルスの影響で中止。以降、開催はなかったが2024年に「WWE supershow Summer Tour」として5年ぶりに開催された。。
2010年から2015年までIGFが「INOKI BOM-BA-YE」を開催し、2012年以降は大晦日興行として行われていた。
2015年11月15日には、元力士でもあった天龍源一郎の引退興行が催された。
過去には近畿を拠点とするDRAGON GATEも東京におけるビッグマッチの会場として使用した時期がある（大田区体育館建て替えのための代替。現在は建て替え後の大田区総合体育館を使用）。FFF（1998年解散）、格闘探偵団バトラーツ（2001年解散）も会場として使用したことがある。

### ボクシングの試合
ボクシングでは、浜田剛史（帝拳）が出場した世界戦（WBC世界スーパーライト級タイトルマッチ）3試合を全て両国国技館で開催。2017年には村田諒太がここで世界王者となり、日本人初となるオリンピックメダリストのプロボクシング世界王者となった。
また、世界戦のみならず日本プロボクシング協会主催のチャンピオンカーニバルで、1998年スーパーフェザー級王者・コウジ有沢（草加有沢） vs 挑戦者・畑山隆則（横浜光）の史上最大の日本タイトルマッチ、2000年フライ級王者・セレス小林（国際） vs 挑戦者・浅井勇登（緑）、スーパーライト級王者・小野淳一（新日本木村） vs 挑戦者・前田宏行（角海老宝石）、王者・コウジ vs 挑戦者・玉置厚司（守口東郷）の5階級日本タイトルマッチ同時開催興行等も実施された。

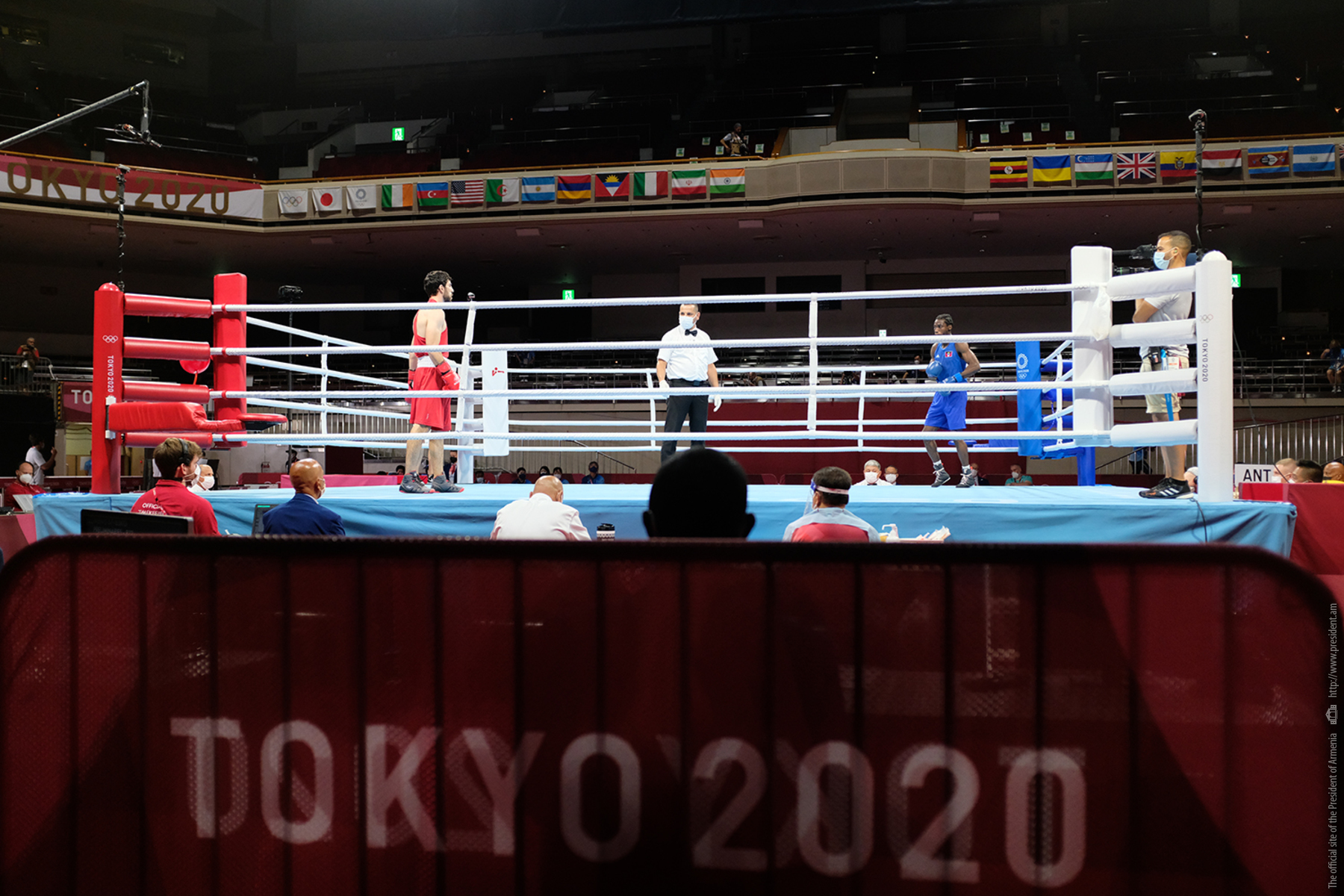
2020年東京オリンピック

2020年東京オリンピックではボクシング競技会場として使用された。

### その他の競技・大会
その他格闘技では、高田延彦が1991年12月にUWFインターナショナル「格闘技世界一決定戦」と銘打って元WBC世界ヘビー級王者トレバー・バービックに圧勝。その後も極真会館（松井館長）主催の全日本空手道選手権大会と全世界ウェイト制空手道選手権大会、パンクラス、SRC、THE OUTSIDER、シュートボクシング、ONEなどで開催実績がある。
他のスポーツ競技では、1985年の新・両国国技館開場の年に日本女子代表チームが出場したバレーボールの国際試合が開催されたことがある。
2011年にはFIG体操ワールドカップ東京大会の会場となった。
2018年10月にはプロ卓球リーグ：Tリーグ開幕戦の会場として使用された。
また、試合が行われたわけではないが、2020年、2021年にプロ野球・読売ジャイアンツがファン感謝デーの会場として使用した。

### スポーツ以外のイベント
1985年12月31日には、民放同時放送『ゆく年くる年』（幹事局：日本テレビ）のメイン会場として使用された。
1986年4月29日には、内閣の主催により昭和天皇御在位60年記念式典を挙行した。
1992年には格闘ゲーム『ストリートファイターII』、1993年にはそのバージョンアップの『ストリートファイターIIターボ』、1994年にはさらなるバージョンアップの『スーパーストリートファイターII』（いずれもスーパーファミコン版）の全国大会が行われた。
同1992年12月6日には『ソニック・ザ・ヘッジホッグ2』の発売を記念して両国国技館初のビッグイベント『遊星Sega World』が開催された。『バーチャレーシング』や『ソニック2』、『ベア・ナックル2』等のゲーム大会やUFOキャッチャー選手権が開かれたりや司会者にマイケル富岡、ゲストに所ジョージ、高橋由美子、大森うたえもん、大川興業、林原めぐみ等が出演した。メガドライブやメガCDの新作ソフトの出品がラインナップされた。
アイデア対決・全国高等専門学校ロボットコンテストという、高等専門学校のロボットの性能技術を競うコンクールでは、1991年の第4回大会（テーマ「ホットタワー」）以後、毎年全国コンクールの会場として使われており、地方コンクール（全国8地区）を勝ち抜いた高専生の憧れの場、「高専生の甲子園」とまで言われている。
蔵前国技館時代から日本民謡協会主催の民謡民舞全国大会が4日間当会場で開催されていたが、2017年から品川区立総合区民会館に会場を移動して継続開催されている。
また、年に数回程度、コンサート・ライブの会場として使われることがある。ライヴ会場としてのこけら落としは1985年3月31日に開催された、ロックバンド甲斐バンドの「BEATNIK TOUR in 両国国技館」。上記の「国技館5000人の第九コンサート」などのほか、1988年秋にはアメリカのアイドル歌手ティファニーのコンサートが催されたり、2007年11月22日に両国国技館では初のオールナイト音楽イベント「Connect '07」 が開催され、石野卓球、大沢伸一らが出演した。2013年からは毎年3月にJ-WAVE主催のギター弾き語り音楽フェスティバル「J-WAVE TOKYO GUITAR JAMBOREE」が開催されている（2020年は新型コロナウイルス感染拡大防止のため中止ののち12月に振替開催、このため2021年は未開催）。
2018年11月にはポール・マッカートニーが日本ツアーの追加公演を、本人の希望で国技館を会場として開催した。
2024年11月には、go!go!vanillasが国技館では初となるフリーライブ「東京 Lab. ストーリー」を開催した。
アニメ・ゲーム関係では、2007年12月24日には堀江由衣が声優としては初めて単独コンサートを行い、2015年11月28日・29日にはAQUAPLUS作品のファンイベント『大アクアプラス祭』を行い、2018年10月6日・7日には『それいけ!アンパンマン』テレビアニメ放送30周年＆劇場版30作記念イベント東京公演を行った。2024年12月21日・22日には蓮ノ空女学院スクールアイドルクラブがライブを行い、両国国技館公式ウェブサイトのコンサート開催事例として掲載されている。
また、両国国技館傍に本社を置くライオンや、芸能プロダクション・アミューズ の株主総会も当地で開催される。アミューズは株主総会の後に所属アーティストによるライブ及びイベントを開催しており、これまでにPerfume、福山雅治、原由子、安田顕 らが出演している。
年末年始は通常大相撲初場所の準備のため会場貸しは行われないが、2009年の大晦日から2010年の元旦にかけてさだまさしが国技館初のカウントダウンコンサートを行い、幟のほかに角界関係者をはじめとする企業・個人などから150枚を超える懸賞幕が出された。その後もさだはほぼ毎年両国国技館でカウントダウンコンサートと『今夜も生でさだまさし』元日特番の公開生放送を行っている。
2010年には演芸コンテスト「M-1グランプリ」の準決勝会場としても使用されたほか、2019年からは日本テレビで毎年8月に放送されるチャリティー番組『24時間テレビ 「愛は地球を救う」』のメイン会場として使用されている。また、『満点☆青空レストラン』・『行列のできる法律相談所』の生放送でも使われた。なお、2020年、2021年は新型コロナウイルス感染拡大防止のため無観客で開催された。
2015年6月2日、ミュージシャンの星野源がリーダーを務めるインストバンド・SAKEROCKの解散ライブが開催された。
2022年3月23日には、放送大学の学位記授与式が開催されている。更に同年からベストボディ・ジャパン協会主催のベストボディ・ジャパン日本大会が開催されている。

## 記録
- 旧国技館での最多優勝は双葉山の12回、新国技館では白鵬の19回。
- 旧国技館での最多連続優勝は太刀山と双葉山の5場所連続で、ともに地方場所のなかった年2場所制時代でのものである。同じく年2場所時代に5連覇を達成している栃木山は、国技館延焼事件の影響もあって仮設国技館での優勝を含み、両国国技館での5連覇は達成していない。
- 新国技館での連続優勝の最多は千代の富士の7連覇、1985年（昭和60年）1月の開館場所から1987年（昭和62年）1月場所まで。常設国技館での最多連覇記録でもある。丸2年新国技館で他の力士は優勝出来なかった。

## 施設

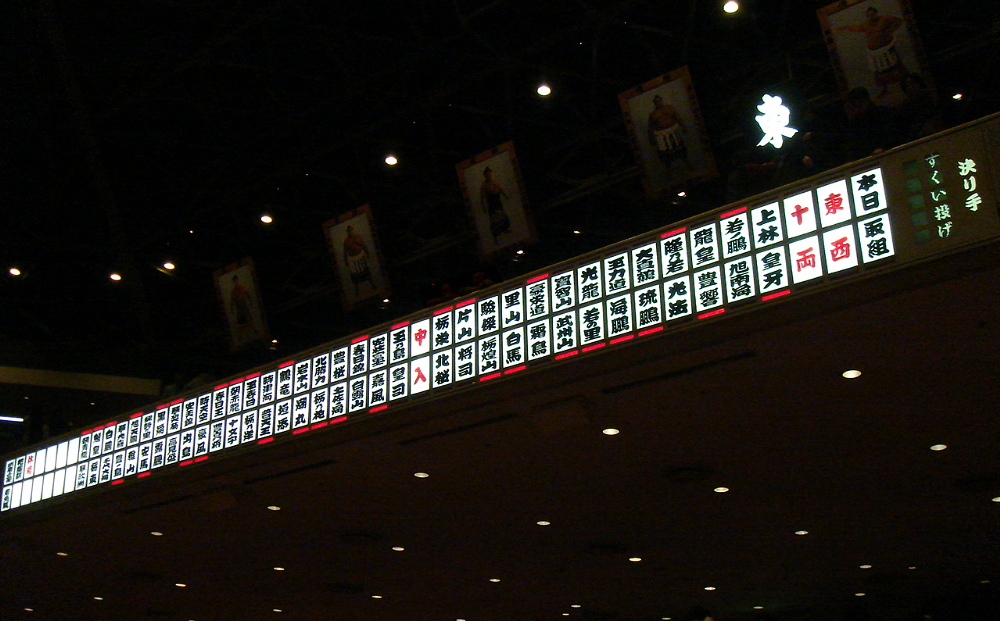
電光掲示板（2007年初場所）

- 電光掲示板に、その取組の決まり手が表示出来るようになっている。
  - 電光掲示板の老朽化により2015年（平成27年）9月場所を前に30年ぶりに新装され照明が節電効果のあるLEDに変更された。この他に、決まり手の表示がモノクロ液晶パネル式（ドット表示）からLCD式（画面表示）に変更され、決まり手の文字も明朝体から相撲字に変更された。また従来では表示できなかった珍手など全92種類が表示できるようになった[37][38]。
- 吊り屋根は伊勢神宮の御神木で建造されている。2本のワイヤーで上下させられる常設式のもので、相撲開催時以外は天井まで巻き上げられる。総重量は屋根の裏に備え付けの照明機材を含めて6.25トン[39]。
- やぐらと土俵はエレベーター式の昇降型、枡席は一部が可動型となっており、相撲以外のイベントにも対応出来るようになっている（やぐらは天井近くまで上がり、土俵は地下に沈む）。
- 地下には国技館サービスの統括する焼鳥工場があり、お土産用の焼き鳥を調理・製造している[40]。以前は相撲の興行中のみ稼動しており、従業員の大半は別に職があり、興行中はアルバイトとして働いていた[40] が、現在では、本場所の開催期間以外でも稼動しており、JR東京駅やJR新宿駅など、一部のJRの駅の駅弁販売店で販売されている。従来本場所の開催会場においては国技館のみで販売されていたが、2025年より、7月場所の開催会場であるIGアリーナでも場所中個数限定で販売が開始された[41]。会期中毎日東京より直送されるが、IGアリーナにおいての販売価格は国技館などより割高となっている。焼鳥である理由は、材料である鶏が「二本足で立ち、手を着かない」ことから、相撲界で縁起物とされているため[40]。使用されている鶏は岩手県産[42]。この験はちゃんこ鍋でも担がれている。
- 大相撲興行中、枡席において伝統的に喫煙が認められていたが、健康増進法第25条（受動喫煙防止規定）により、2005年（平成17年）の1月場所から全面禁煙となった。
- 1階には相撲博物館、地下1階には相撲診療所があり、博物館は本場所やイベントなどの行われていないときには入館無料である。また、診療所は力士・協会員の診療・定期健康診断を行うほか、一般の患者も受け付けている[注 5]。
- 2003年（平成15年）より本場所開催中にミニFMの国技館FM放送[43] が運用される。NHKの『大相撲中継』テレビ放送の日本語音声を76.6MHzで、英語音声を78.3MHzで再送信する。オリジナルの『どすこいFM』を83.4MHzで送信していたが、平成29年9月場所の千秋楽を最後に終了した。
- 2005年（平成17年）5月場所より、館内で、無線LANを利用してノートパソコンに大相撲や国技館の情報を配信するサービスである「Sumo Live TV powered by Intel」を開始した。
- 屋根上の金色の部分の側面は、8分割で開閉可能である。
- 正面は西北西の方角を向いており、東方は北北東、西方は南南西、向正面は東南東と実際の方角とは一致していない。
- 原則として力士のエレベーター利用は禁止されており、エレベーター脇にはそのことを記した張り紙がしてある。
- 旧国技館は当時東洋一の規模の建物として称えられており、イルミネーションの美麗さには定評があった他、菊花大会や水害の避難場所としても活用された[44]。
- 国技館正門向かって左の「稲荷門」から入ると、2つの社が祀られている。右側の「出世稲荷大明神」は力士たちの出世を祈念して協会が祀ったもの。左側の「豊国稲荷大明神」は商売繁昌を願って相撲茶屋が祀ったもの[45]。旧両国国技館に祀られていたものが蔵前を経て2代目両国国技館新設の際に移された。
- 施設内には印刷場もあり、館内で来場者に配布される取組表・星取表や、メディア向けの「顔ぶれ」[注 6]などを印刷している。運営は外部の印刷会社に委託されているが、事実上「協会の印刷部」のような状態だという[46]。

## 女人禁制問題
相撲協会は国技館が蔵前にあった時代は土俵の上にリングを組む女子プロレスや女子格闘技の大会、興行、イベントに当初は貸していたが途中から女人禁制と言い貸さなくなっていた。男子のものでも花束嬢などの女性はリングには上がらせないようにしていた。両国国技館になって土俵はエレベーター式の昇降型となり地下に沈められるようになったため再び貸すようになり、リング上で花束嬢などの女性が中央に立つことも可能となった。しかし、のちに他会場を含め花束嬢の登壇は減少している。
リングでの女人禁制は解禁されたものの、土俵への女人禁制は両国国技館になっても続いた。
アマチュアの国際相撲連盟主催世界相撲選手権大会は女子が参加していなかった第9回大会までは大半が国技館で実施されていたが、世界女子相撲選手権大会が同時開催となった2001年第10回大会から2018年第22回大会は一度も国技館で開催されていない。
わんぱく相撲全国大会については、男女混合で行われることもある地区大会優勝者が女性だった場合に出場権がないことが問題となっていた。この問題についてはわんぱく相撲全国大会主催の東京青年会議所が2019年にわんぱく相撲女子全国大会を開設することによって解決を図っている。
2005年、ヒップホップのイベント『B BOY PARK』のMCバトルは国技館の土俵上で行われた。出場者に女性ラッパーのCOMA-CHIがいた。ハイヒールは脱ぐことになったが土俵には上がることができ、準優勝を果たした。平成期以前にハプニング以外で国技館の土俵に女性が上がったのは唯一か非常に珍しいことである。
2007年9月19日（大相撲秋場所11日目）には観客の40歳前後の女性が国技館の土俵にハプニングで乱入する事件が発生している。これに関して日刊スポーツは「約1400年の大相撲の歴史で初めて女人禁制が破られた」としている。日本相撲協会側ではこれについて、この女性が土俵の勝負俵内には入っていないため伝統は破られていないとしている。
女人禁制のため断髪式でも女性は鋏を入れる役をさせてもらえなかったが、2010年10月2日、最高位大関だった千代大海の国技館で行われた断髪式で彼は母美恵に鋏を入れてもらうことにした。しかし、美恵は土俵下で彼の髪を切ることとなった。これを機に女性も鋏を入れる例が増えたが土俵には上がらないことが続いた。

## 交通の便
- JR総武線（各駅停車）・都営地下鉄大江戸線：両国駅下車すぐ
- 都営バス 錦27（小岩駅〜錦糸町駅〜両国駅）、両28（葛西橋〜錦糸町駅〜両国駅）：両国駅下車すぐ
- 都営バス 門33（亀戸駅〜とうきょうスカイツリー駅入口〜本所吾妻橋駅〜都営両国駅〜森下駅〜門前仲町〜月島駅〜勝どき駅〜豊海水産埠頭）：都営両国駅下車徒歩5分
- JRバス関東・東武バスセントラル　スカイツリーシャトル東京線（東京駅〜両国・江戸東京博物館〜東京スカイツリータウン）：両国・江戸東京博物館下車徒歩5分

## ギャラリー
- 正門（2018年6月撮影）
- 外観（2008年7月撮影）
- 初場所の幟旗（のぼりばた 2009年1月撮影）
- 天皇賜杯（2009年4月撮影）
- 三賞（殊勲賞、敢闘賞、技能賞 2009年4月撮影）
- 相撲博物館（2009年1月撮影）
- アメリカ大統領杯（2019年5月撮影）
- 土俵（2005年5月）
- 幕内（2005年5月）